# 685

## Hlavy států
- Papež – Benedikt II. (684–685) » Jan V. (685–686)
- Byzantská říše – Konstantin IV. Pogonatos » Justinián II.
- Franská říše – Theuderich III. (675–691)
  - Austrasie – Pipin II. (majordomus) (679–714)
- Anglie
  - Wessex – Centwine » Cædwalla?
  - Essex – Sebbi
- Bulharsko
  - První bulharská říše – Asparuch
  - Volžsko-Bulharský chán – Kotrag (660–700/710)